# Biegun południowy

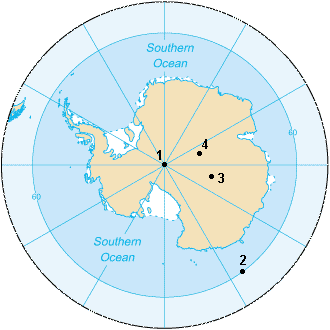
1. Południowy biegun geograficzny
2. Południowy biegun magnetyczny (2007)
3. Południowy biegun geomagnetyczny
4. Południowy biegun niedostępności

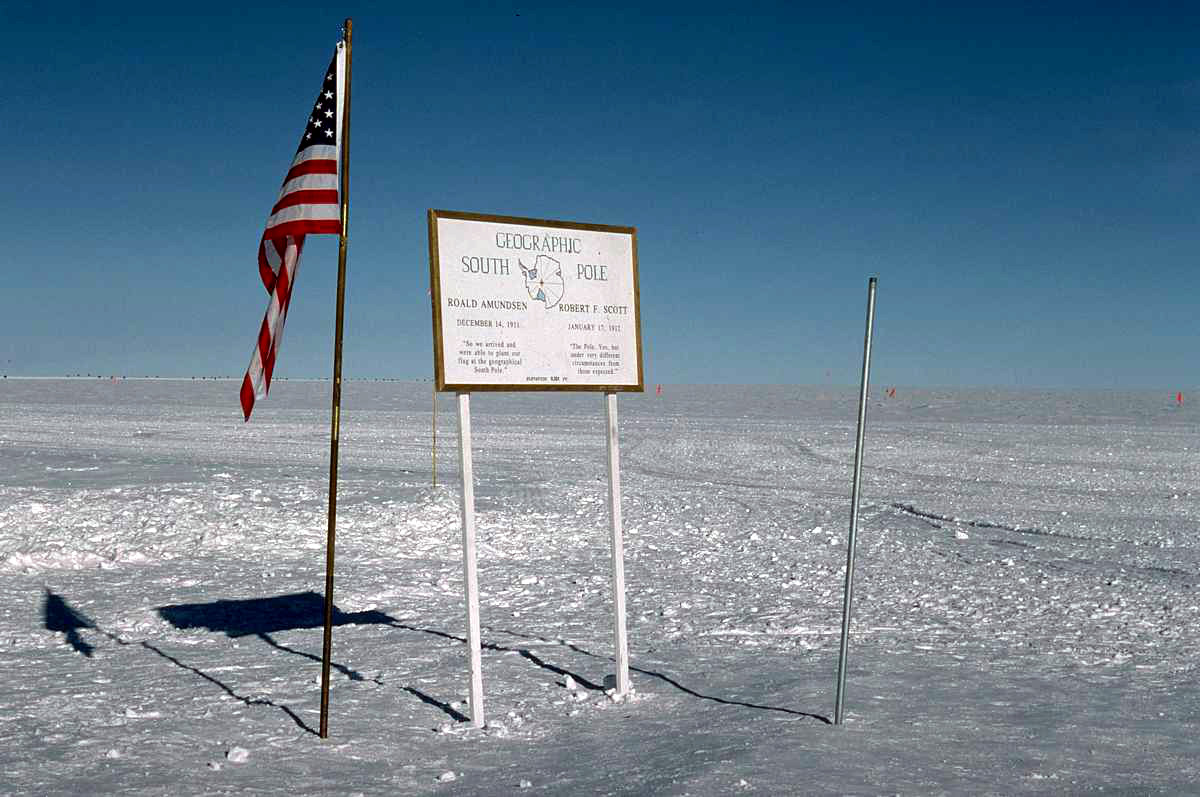
Biegun południowy

Biegun południowy – najbardziej wysunięty na południe punkt na Ziemi. Określany na kilka różnych sposobów.
Południowy biegun geograficzny – południowy biegun geograficzny to miejsce, gdzie oś obrotu Ziemi przecina jej powierzchnię. Leży na Antarktydzie. Pierwszą wyprawą, która go zdobyła, była norweska ekspedycja pod kierunkiem Roalda Amundsena (14 grudnia 1911 roku). Jako druga dotarła tu kilka tygodni później angielska ekspedycja Roberta F. Scotta (18 stycznia 1912 roku), która jednak zginęła w drodze powrotnej. Znajduje się tam całoroczna stacja polarna Amundsen-Scott.
Południowy biegun magnetyczny – punkt najbliższy południowego bieguna geograficznego, w którym linie pola magnetycznego biegną prostopadle do powierzchni Ziemi. Obecnie znajduje się w Antarktyce. Po raz pierwszy dotarł do niego 15 stycznia 1909 r. Edgeworth David z dwoma towarzyszami (Douglas Mawson i Leo Cotton).
Południowy biegun geomagnetyczny – najbliższy południu właściwemu biegun pola geomagnetycznego.
Południowy biegun niedostępności – zlokalizowany współrzędnymi: 85°50′S 65°47′E/-85,833333 65,783333 punkt Antarktydy, który jest najbardziej odległy od Oceanu Południowego. Badacze z ZSRR postawili tam sezonową stację polarną Biegun niedostępności
.
Południowy biegun zimna – znajduje się koło rosyjskiej stacji antarktycznej Wostok. Zanotowano na nim temperaturę −89,6 °C.
| Miesiąc                         | Sty | Lut | Mar | Kwi | Maj | Cze | Lip | Sie | Wrz | Paź | Lis | Gru | Roczna |
| ------------------------------- | --- | --- | --- | --- | --- | --- | --- | --- | --- | --- | --- | --- | ------ |
| Średnie dobowe temperatury [°C] | -26 | -40 | -53 | -57 | -58 | -59 | -60 | -59 | -59 | -51 | -38 | -28 | −50    |
| Opady [mm]                      | 0.3 | 0.6 | 0.2 | 0.1 | 0.2 | 0.1 | 0   | 0   | 0.1 | 0.1 | 0.1 | 0.3 | 2,3    |
| Średnie usłonecznienie [h]      | 406 | 497 | 195 | 0   | 0   | 0   | 0   | 0   | 34  | 390 | 558 | 616 | 2698   |
| Źródło:                         |     |     |     |     |     |     |     |     |     |     |     |     |        |